# Augusto Cicaré

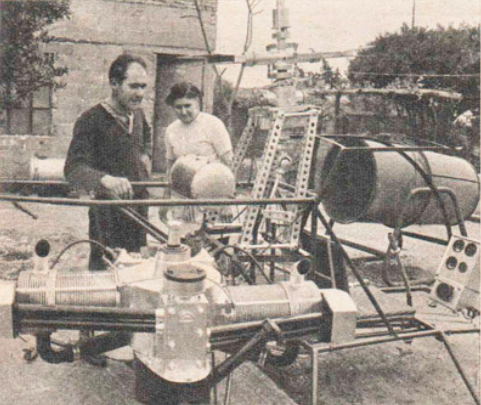
Augusto Cicaré und seine Mutter mit dem CH-1

Augusto Ulderico Cicaré (* 25. Mai 1937 in Polveredas; † 26. Januar 2022 in Saladillo) war ein argentinischer Hubschrauberkonstrukteur.

## Leben
Augusto Cicaré war schon als Kind technisch interessiert, so baute er bereits im Alter von elf Jahren einen kleinen Motor, mit dem er eine Waschmaschine antrieb und rüstete einen Automotor für die Verwendung mit Propangas um.
Mit zwölf Jahren verließ er die Schule, um Geld zu verdienen. Seinen Lebensunterhalt verdiente er als Mechaniker und sollte die Werkstatt seines Onkels übernehmen. Sein technischer Erfindungsgeist steigerte sich weiter, sodass er im Alter von fünfzehn einen Motor mit 500 cm³ konstruierte und baute. Diesen wollte er in ein Motorrad einbauen. Aus Geldmangel musste er ihn jedoch verkaufen. Im Alter von 18 Jahren erfand er einen Zweitakt-Dieselmotor mit 6 PS. Dieser besaß einen stationären Zylinder und nur drei bewegliche Teile. Hierfür wurde ihm 1965 ein Patent für das Schmiersystem, das er für diesen Motor entwickelt hatte, erteilt.

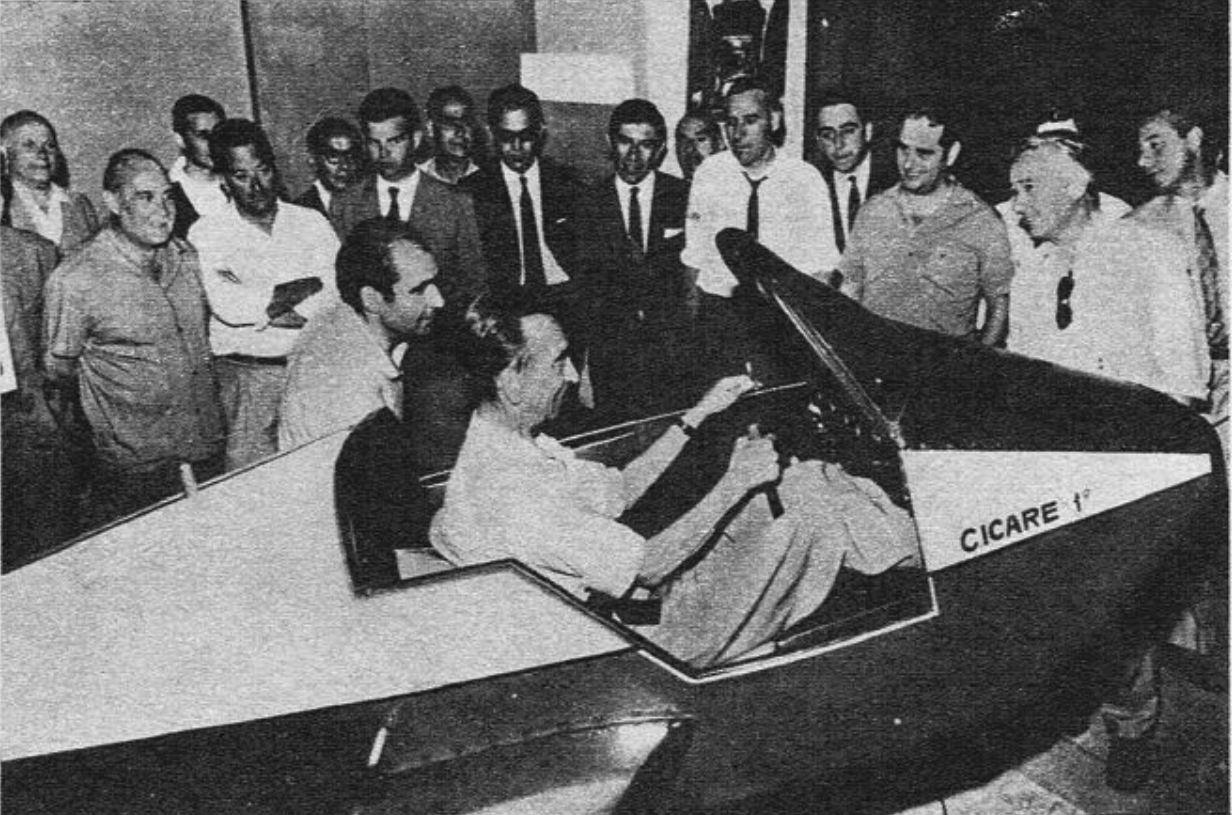
Cicaré 1, der erste Flugsimulator Südamerikas

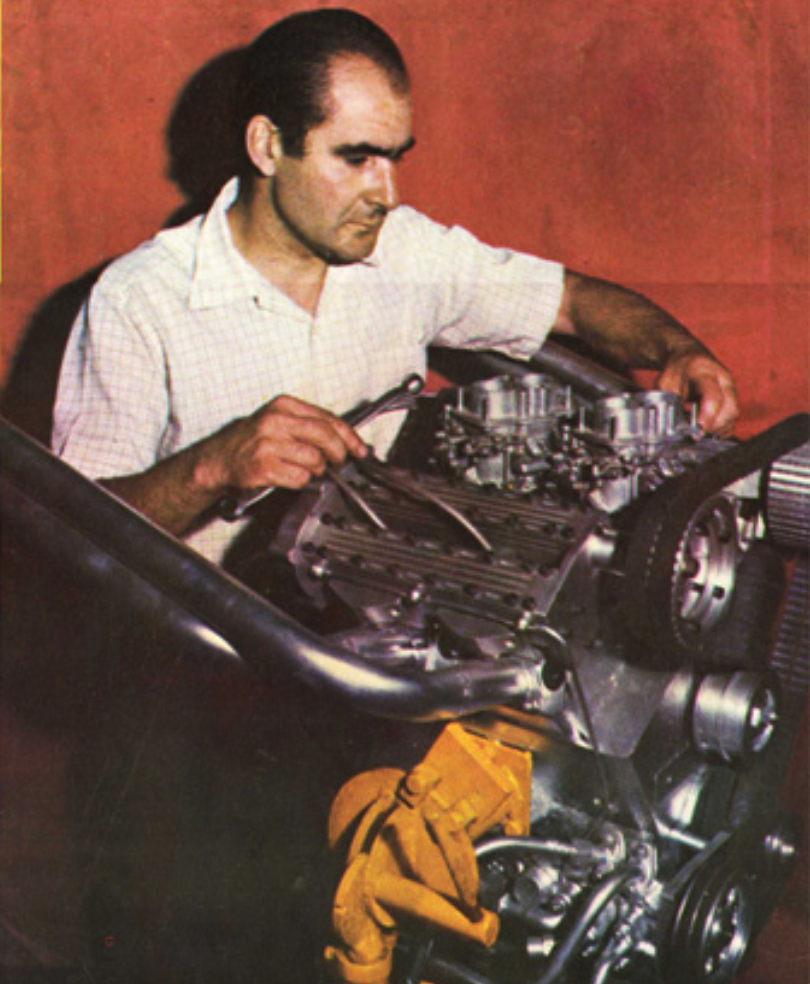
Augusto Cicaré während der Arbeiten am Rennmotor (1970)

Bereits seit frühester Jugend interessierte sich Augusto für Hubschrauber. Obwohl er noch nie einen echten Hubschrauber gesehen hatte, arbeitete er daran und konstruierte 1958 den ersten in Südamerika entworfenen und gebauten Hubschrauber, den Cicaré CH-1, der von ihm pilotiert 1961 zum Erstflug abhob. Das Fliegen brachte er sich selbst bei, denn einen Flugschein besaß er nicht. 1969 konstruierte und baute Cicaré den ersten Flugsimulator in Südamerika, wofür er ausgezeichnet wurde. Ständig arbeitete er daran, die Motoren zu verbessern.
1970 wurde von ihm das Unternehmen Cicaré Aeronautica S.A. gegründet, welches zwischenzeitlich in Cicaré Helicópteros umbenannt wurde. Bis 1974 konstruierte er zwei weitere Hubschrauber, den CH-2 (Erstflug 1964) und den CH-3 (Erstflug 1976) im Auftrag des argentinischen Militärs, welcher aus Geldmangel nicht in Serie ging.

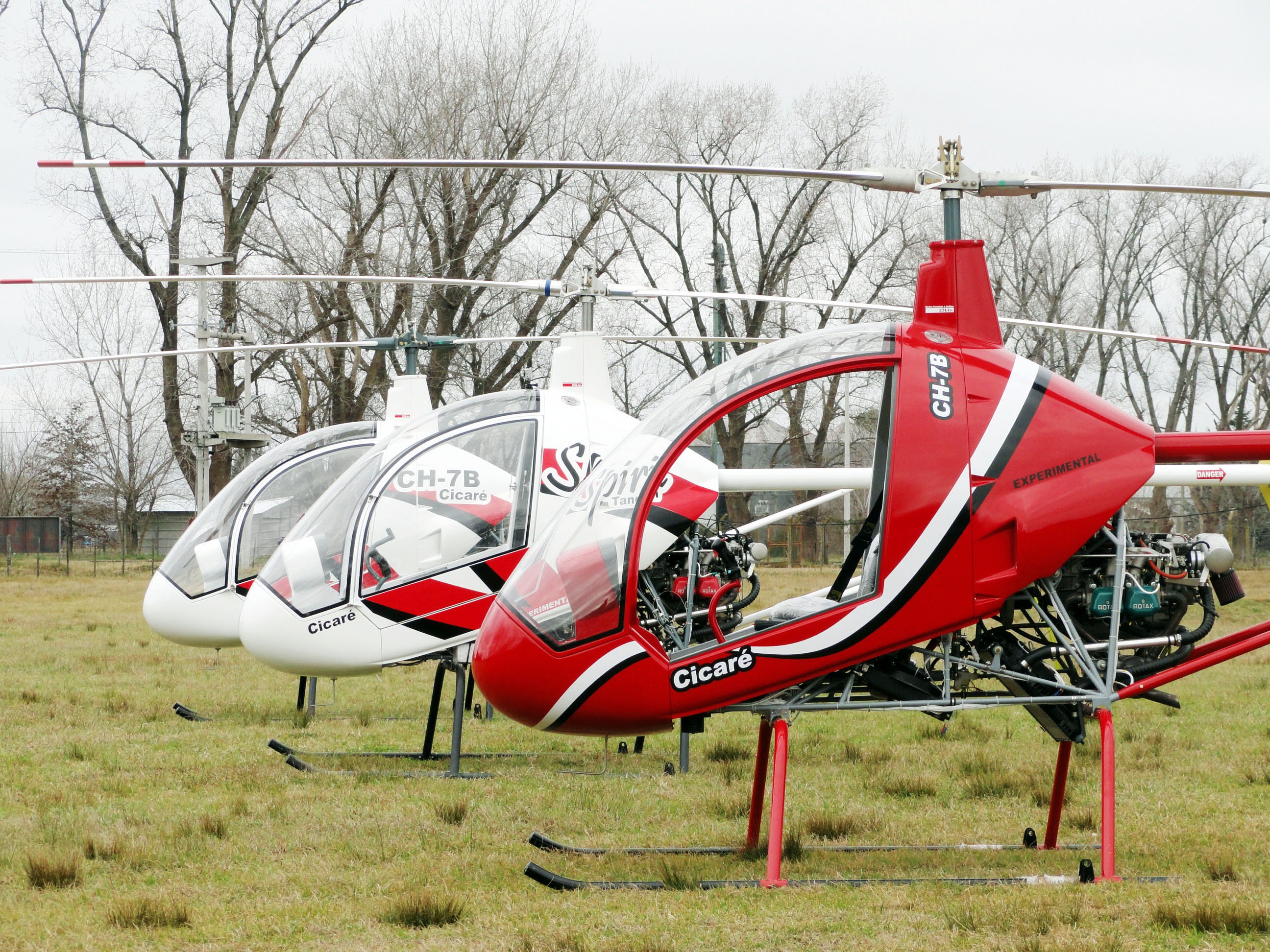
Cicare CH-7B und CH-7T

In den späten 1960er Jahren entwarf Cicaré zudem einen V-4-Motor für den Einsatz in Personenkraftwagen, der Motor wurde umfassend von Rennfahrer Juan Manuel Fangio getestet. Eine Version des Motors sollte in Rennsportwagen von DKW eingebaut werden, jedoch schloss das Unternehmen, sodass dies das Ende für den Rennmotor bedeutete. In Folge konstruierte und verbesserte er weitere Motoren und Hubschrauber. Der große Durchbruch gelang ihm mit dem CH-7, einem einsitzigen Bausatzhubschrauber, der sich anfänglich nicht absetzen ließ. Trotzdem erwarb Heli-Sport Italien die Produktionsrechte und entwickelte, genauso wie Augusto Cicaré, diesen Hubschrauber weiter, welcher u. a. mit einer neuen Kabine ausgestattet wurde, sodass der CH-7, ob von Cicaré oder Heli-Sport zu einem der Erfolgreichsten seiner Klasse wurde.

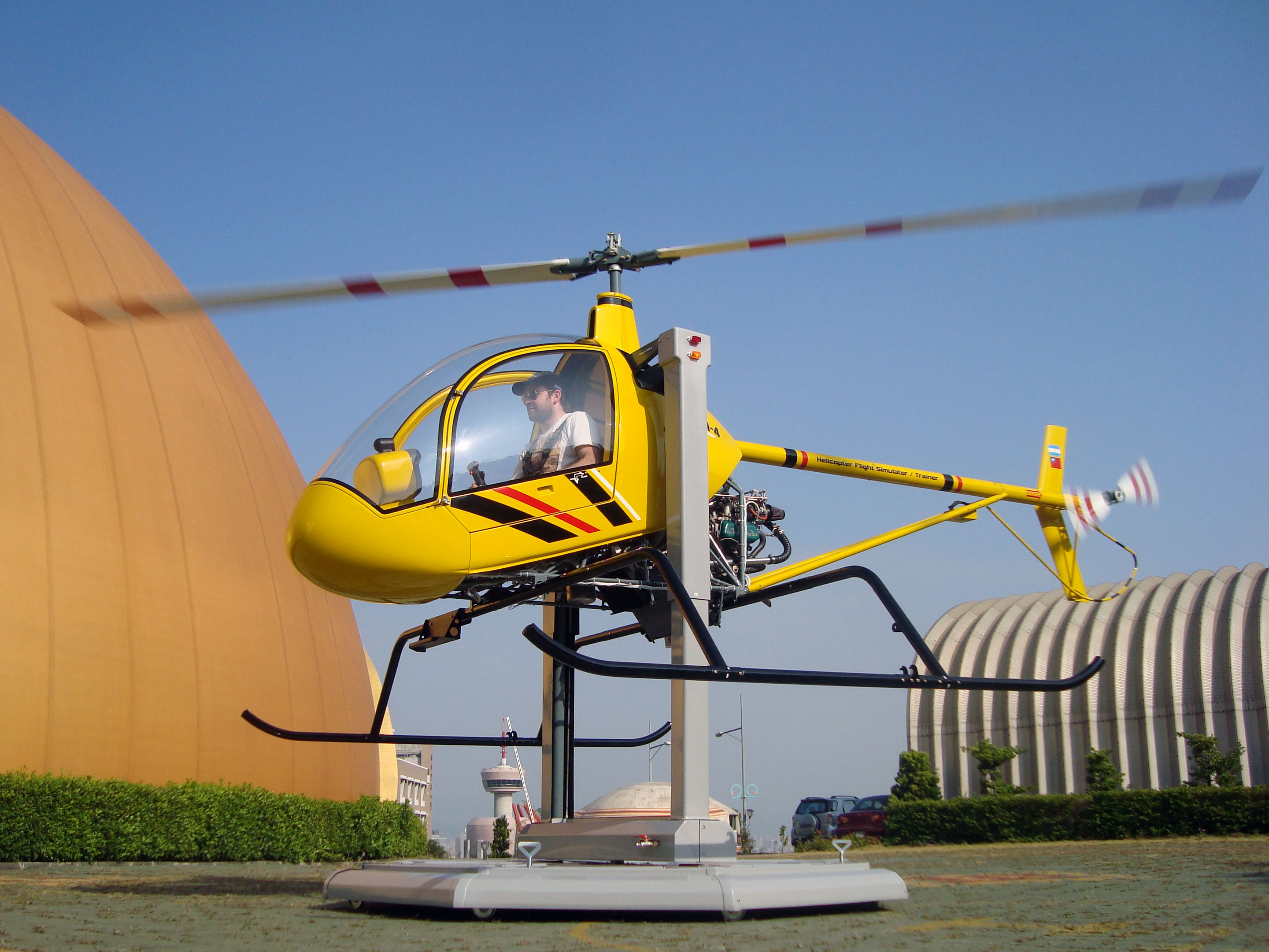
Der SVH-4

Im Jahre 1996 kam als weitere innovative Idee Augusto Cicarés der Cicaré SVH-3 Hubschraubersimulator auf den Markt. Seit Kurzem existiert ein neues Modell, der Cicaré SVH-4.
Weitere Hubschrauberkonstruktionen folgten, so der zweisitzige leichte Beobachtungshubschrauber Cicaré CH-14 im Auftrag der argentinischen Luftwaffe.
Augusto Cicaré hatte sich zwar vor einiger Zeit aus dem operativen Geschäft zurückgezogen – zwei seiner drei Söhne leiten nun das Unternehmen – er jedoch arbeitete noch mit über 80 Jahren an der Konstruktion weiterer Hubschrauber mit.

## Ehrungen

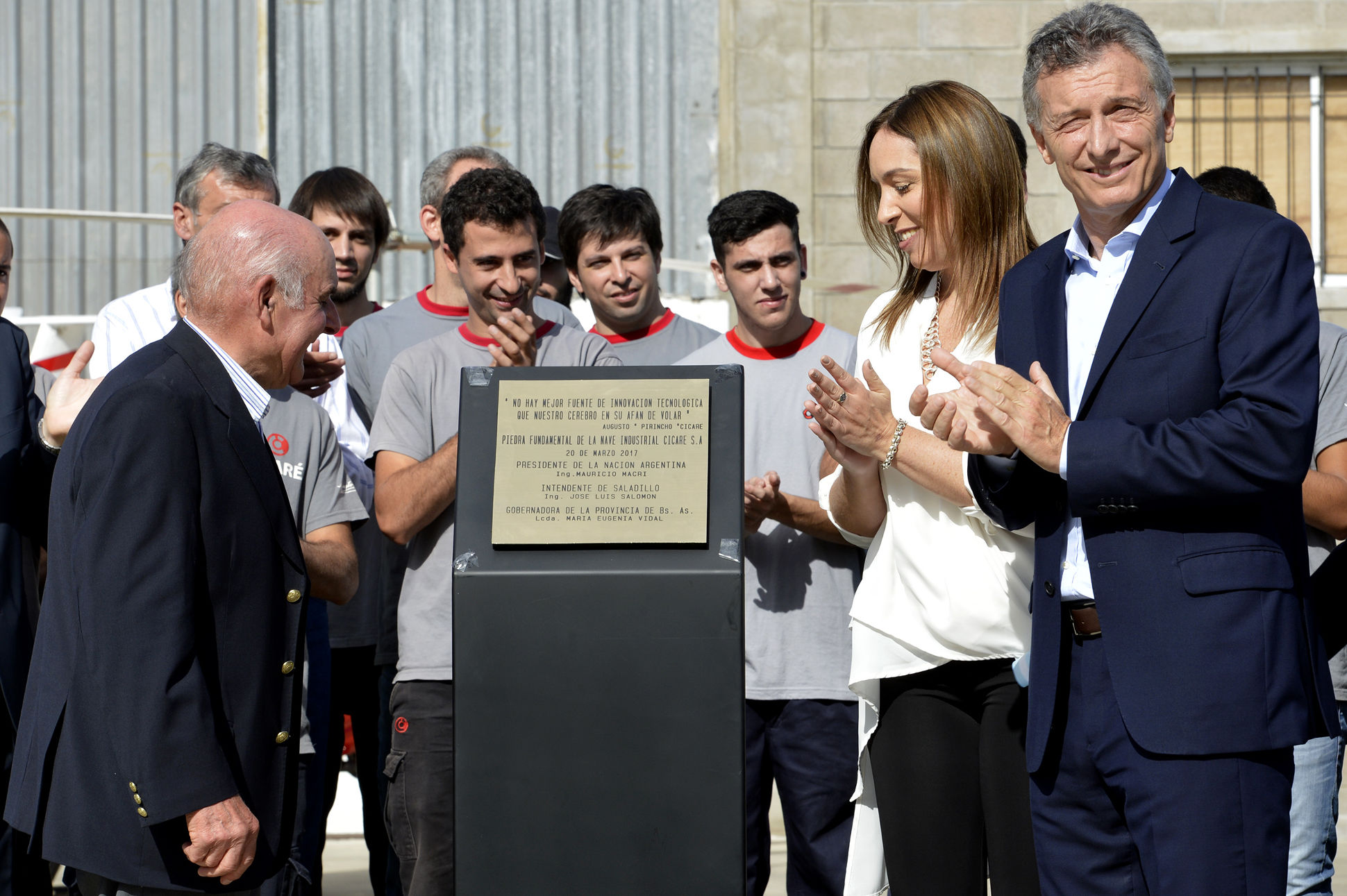
Der Argentinische Präsident Mauricio Macri und die Gouverneurin der Provinz Buenos Aires María Eugenia Vidal besuchten Augusto Cicaré am 20. März 2017 und legten den Grundstein für eine Vergrößerung der Fabrik

- 1969 Das argentinische Ministerium für Bildung und Kultur verlieh ihm den Titel Maestro Técnico (technischer Meister – ähnlich Ingenieur).[3]
- 1996 wurde er als Freund der argentinischen Luftwaffe ausgezeichnet. Der argentinische Präsident Carlos Menem überreichte das Diplom persönlich.[3]
- 1997 wurde ihm die Ehrendoktorwürde für seine Leistungen um die Luftfahrt verliehen.[3]
- 1999 wurde er zum Ehrenbürger der Provinz Buenos Aires ernannt.[3]

Viele weitere Preise und Auszeichnungen wurden ihm verliehen.